# Jeremiah O'Brien

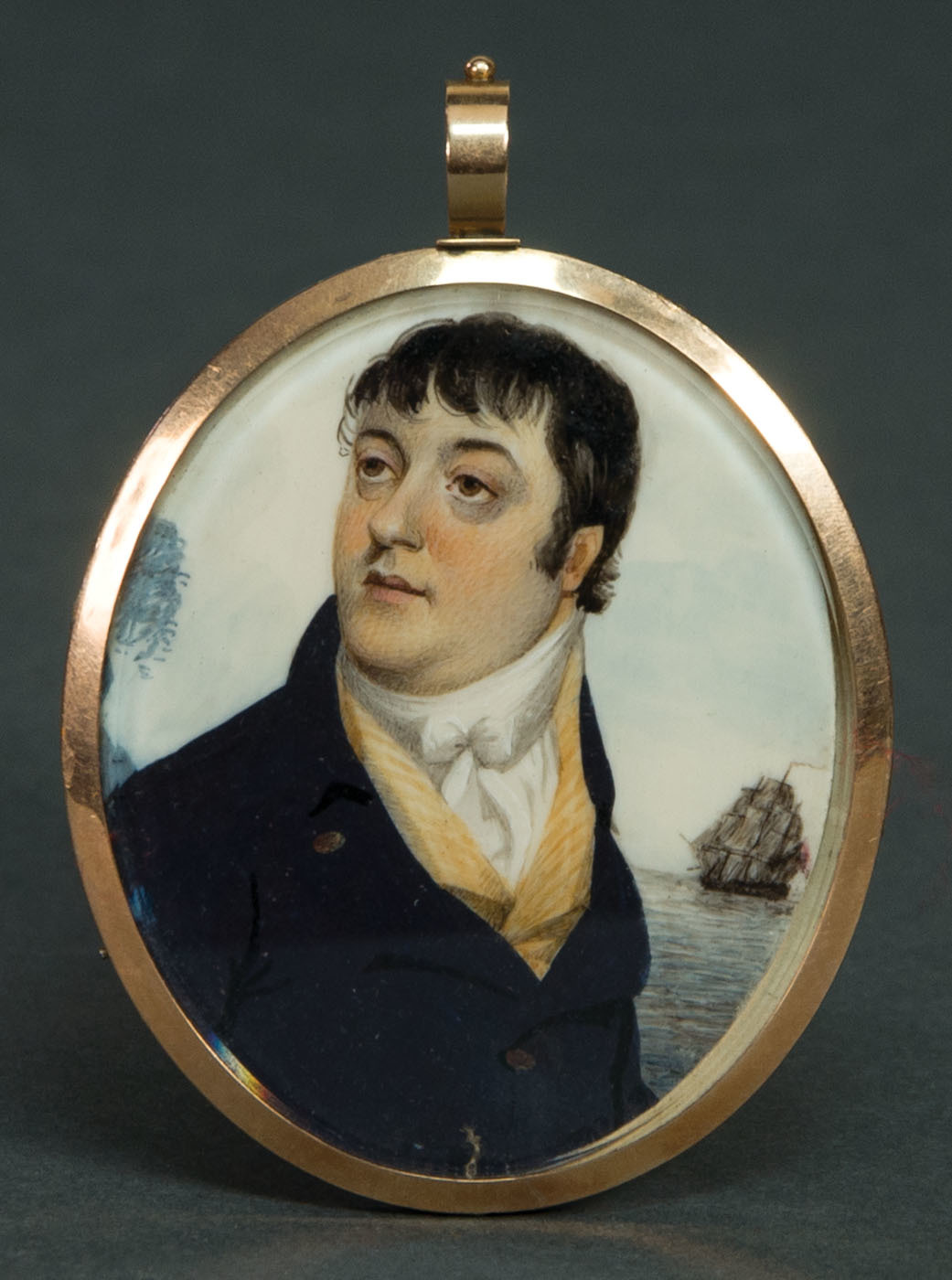
Jeremiah O'Brien

Jeremiah O'Brien (Kittery (Maine), 1744 - ?, 1818) was een Amerikaanse kapitein die samen met zijn vijf broers (Gideon, John, William, Dennis en Joseph) tegen de Britse troepen vocht op 12 juni 1775. Zij waren bemanningsleden van de Amerikaanse sloep Unity, die de Britse HMS Margaretta veroverde aan de ingang van de haven van Machias (Massachusetts, nu Maine).
Onder bevel van kapitein Jeremiah O'Brien vielen zijn broers en 31 stedelingen, gewapend met geweren, sabels, bijlen en hooivorken, de Britse troepen aan en veroverden zij de Engelse gewapende schoener, in een één uur durend gevecht. Nadat de HMS Margaretta had gedreigd de stad te beschieten vanwege haar bemoeienis met de scheepszending van bootwerkers voor de troepen in Boston, vielen de Amerikanen de Britten aan. De Amerikaanse Onafhankelijkheidsoorlog was al op 19 april 1775 begonnen in Lexington en Concord, twee plaatsen die op 20 tot 30 km ten westen van Boston liggen.
Hoewel de Unity formeel geen deel uitmaakte van de Continental Navy (een voorloper van de United States Navy), wordt deze slag toch gezien als de eerste nederlaag van de Britten tegen de Amerikanen. Het schip werd omgedoopt tot Machias Liberty en nog twee jaar voer O'Brien er als "privateer" mee over de zeeën. In zijn latere leven was O'Brien inner van belasting in de haven van Machias in Maine.
De torpedobootjager USS O'Brien (DD-415) werd naar kapitein Jeremiah O'Brien genoemd, net als het libertyschip Jeremiah O'Brien en vier andere schepen van de United States Navy.